# آنا رادزیا
آنا رادزیا (انگلیسی: Anna Rędzia؛ زادهٔ ۲ اکتبر ۱۹۹۶) بازیکن فوتبال اهل لهستان است.
وی همچنین در تیم‌های ملی فوتبال زنان لهستان بازی کرده‌است.